# 다가정 (이바라키현)
다가정(多賀町)은 이바라키현 다가군에 일찍이 존재했던 정이다. 

## 지리
현재의 히타치시 히타치타가역 주변에 해당한다.

## 역사
- 1938년 4월 1일 - 가와라고정, 고쿠부촌, 아유카와촌이 합병해 다가정이 성립하였다.
- 1941년 2월 11일 - 사카우에촌을 편입하였다.
- 1955년 2월 15일 - 히다카촌, 구지군 구지정, 사카모토촌, 히가시오자와촌, 나가사토촌과 함께 히타치시에 편입되어, 소멸하였다.

## 인구
| 1939년 | 12,367 |
| 1950년 | 36,913 |
| 1954년 | 40,437 |

## 교통

### 철도
- 일본국유철도 (→ 동일본 여객철도)
  - [[조반 선]
- 히타치 전철
  - 히타치 전철선

### 도로
- 1급국도
  - 국도 제6호선

## 참고문헌
- 地名情報資料室 編『市町村名変遷辞典』
- 日立市史編さん委員会編『日立市史』、日立市、1959年
- 日立市史編さん委員会編『新修日立市史』、日立市、1994年
- 角川日本地名大辞典編纂委員会『角川日本地名大辞典 8 茨城県』、角川書店、1983年 ISBN 4040010809